# 陳衛星
陳衛星（ちん えいせい、チェン ウェイシン、陈卫星、1972年4月27日 - ）は、オーストリアの卓球選手。中国・内モンゴル自治区出身。2004年、2008年、2012年のオリンピックに出場。

## 経歴
もともとはリ・グンサン、松下浩二の仮想選手として中国ナショナルチームに在籍していたが、世界選手権の代表メンバーに入ることができなかったためオーストリアに帰化した。
オーストリアに帰化後、2001年の世界選手権大阪大会に初出場。2003年にパリで開催された世界選手権の男子シングルスでは4回戦で優勝候補の一角、王皓に勝利した。2005年のヨーロッパ選手権では男子団体においてチームの準優勝に貢献、加えて個人戦でも4回戦でシーラの完璧なカット打ちの前になす術なく敗れたものの、ベスト16に入った。
2018/19シーズンは日本卓球リーグのクローバー歯科でプレイした。

## プレースタイル
陳衛星のフォアドライブ、バックカットというスタイルは現代卓球においてカットマンの主流となっている。
粒高での変化プレーとブツ切れカットで相手を苦しめ、相手がカットに対応できずに少しでも甘いドライブやストップで繋いでくると攻撃型選手並の強烈なドライブ攻撃で息つく暇も与えない。
また、独特の横に引くようなプッシュや反転ドライブも得意である。
その反面、フォア側の守備に難があるため、クレアンガやフェイヤー＝コーナートのような豪腕タイプの選手を苦手としている。これは、バック側に数発打たれて外側に追い出された後にフォアストレートに打ち込まれた際の処理を不得手としているためである。また、あまり使用しないが、ラケットを反転させ、粒高面でのフォアカットも用いる。

## 主な戦績
- 2003年
  - 第47回世界選手権パリ大会 男子シングルス ベスト8
  - ヨーロッパ選手権クールマイヨール大会 男子ダブルス優勝（エフゲニー・シェチニンと）、混合ダブルス準優勝（ビクトリア・パブロビッチと）
- 2005年
  - ヨーロッパ選手権オーフス大会 男子シングルス ベスト16、混合ダブルス準優勝（ビクトリア・パブロビッチと）、男子団体準優勝
- 2008年
  - 北京オリンピック 男子団体4位
  - ヨーロッパ選手権サンクトペテルブルク大会 男子シングルス ベスト8、男子団体ベスト4
- 2010年
  - ヨーロッパトップ12 ベスト4

## その他
- 正式に軍隊に所属している軍人である。
- ドイツ語、英語、中国語、ハンガリー語の四ヶ国語を話す。
- 試合は破天荒でイライラしてくると感情がむき出しになったり、ラケットを投げたりしてイエロー、レッドカードを貰うことも多い。